# Death Is Certain
Death Is Certain – drugi studyjny album rapera Royce da 5’9”.

## Lista utworów
| Nr. | Tytuł                                | Producent                           | Wykonawcy                    |
| --- | ------------------------------------ | ----------------------------------- | ---------------------------- |
| 1   | „Intro”                              |                                     | *Interlude*                  |
| 2   | „Regardless”                         | Carlos „6 July” Broady              | Royce da 5’9”                |
| 3   | „Throw Back”                         | Ty Fyffe                            | Royce da 5’9”                |
| 4   | „What I Know”                        | Reef                                | Royce da 5’9”                |
| 5   | „I Promise”                          | Carlos „6 July” Broady              | Royce da 5’9”                |
| 6   | „Call Me Never!”                     | Asar                                | *Interlude*                  |
| 7   | „Hip Hop”                            | DJ Premier                          | Royce da 5’9”                |
| 8   | „Gangsta”                            | Carlos „6 July”                     | Royce da 5’9”, Cutty Mack    |
| 9   | „T.O.D.A.Y.”                         | Carlos „6 July”                     | Royce da 5’9”, Ingrid Smalls |
| 10  | „I & Me”                             | Asar                                | Royce da 5’9”                |
| 11  | „Beef”                               | Mark Bassin, Carlos „6 July” Broady | Royce da 5’9”                |
| 12  | „Bomb 1st”                           | Asar                                | Royce da 5’9”                |
| 13  | „Everybody Goes”                     | Carlos „6 July”                     | Royce da 5’9”                |
| 14  | „Death Is Certain Pt. 2 (It Hurt's)” | Carlos „6 July” Broady              | Royce da 5’9”, Ingrid Smalls |
| 15  | „Something's Wrong with Him”         | Carlos „6 July”                     | Royce da 5’9”, 6 July        |